# 정소희
정소희(1969년 8월 13일 ~ )는 대한민국의 배우이다.

## 출연작

### 드라마
- 《형사 25시》 (1986년, KBS2)
- 《울밑에 선 봉선화》 (1989년, KBS1)
- 《옛날의 금잔디》 (1991년, KBS1)
- 《행복하고 싶어요》 (1994년, SBS)
- 《세여자》 (1997년, KBS2)
- 《사랑해서 미안해》 (1998년, KBS2)
- 《대추나무 사랑걸렸네》 (2001년, KBS1) - 철옹 모 역
- 《그대는 별》 (2004년, KBS1)
- 《그대의 풍경》 (2007년, KBS1) - 윤 마담  역
- 《춘자네 경사났네》 (2008년, MBC) - 허영옥 역
- 《은희》 (2013년, KBS2) - 신행자 역
- 《트라이앵글》 (2014년, MBC) - 민소정 사장 역

### 영화
- 《풍녀》 (1987년) - 지연 역
- 《신사동 제비》 (1989년) - 솔개 역